# Gun Heimer

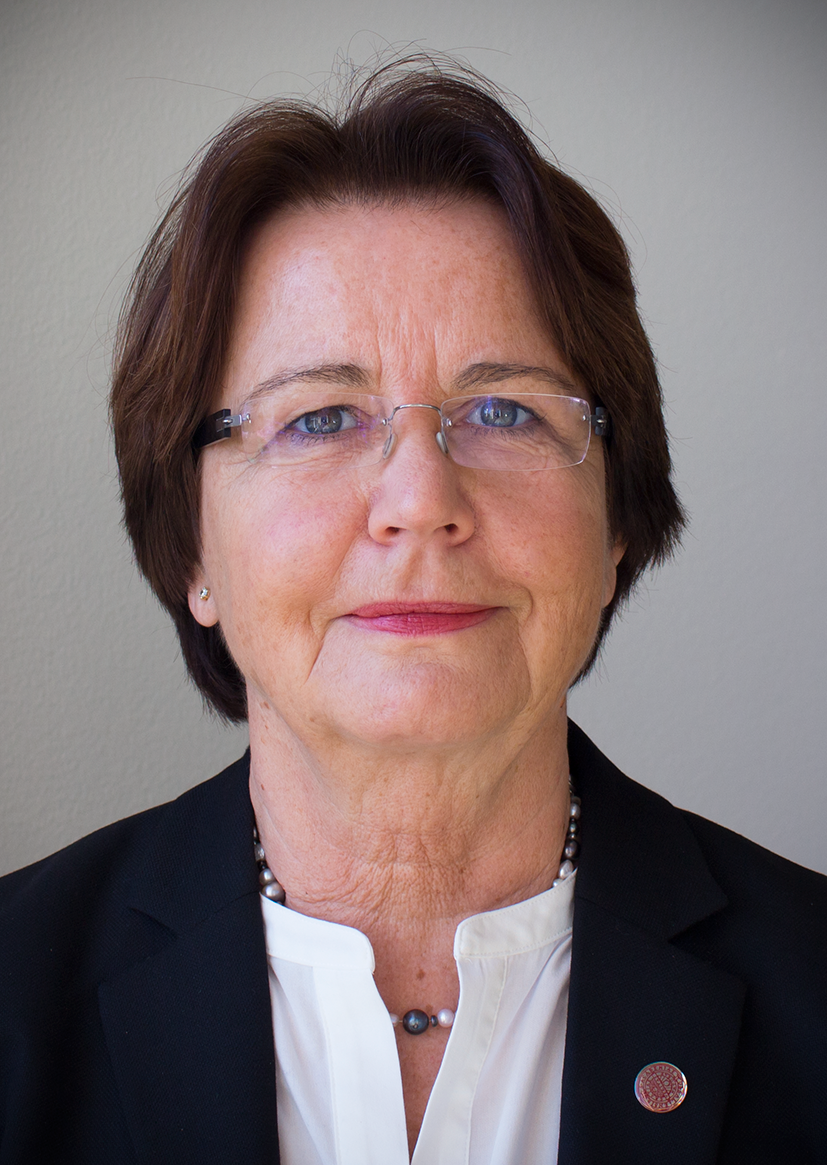
Gun Heimer, 2015.

Gun Margareta Heimer, född 11 mars 1952, är en svensk överläkare och professor i kvinnomedicin. Hon är dotter till Gillis Heimer
Heimer disputerade 1986 vid Uppsala universitet där hon senare blivit professor i kvinnomedicin med särskild inriktning mot våld i nära relationer, samt utsetts till chef för Nationellt centrum för kvinnofrid. Hon är även överläkare vid Institutionen för kvinnors och barns hälsa på Akademiska sjukhuset i Uppsala.